# Балка Киршивська
Ба́лка Киршивська, Кришівська (рос. б. Киршивская) — балка (річка) в Україні у Синельниківському районі Дніпропетровської області. Права притока річки Середньої Терси (басейн Дніпра).

## Опис
Довжина балки приблизно 6,22 км, найкоротша відстань між витоком і гирлом — 5,47 км, коефіцієнт звивистості річки — 1,14. Формується декількома балками та загатами. На деяких ділянках балка пересихає.

## Розташування
Бере початок на північній околиці села Іванівське. Тече переважно на північний захід через село Дібрівку й на північно-східній околиці села Андріївки впадає в річку Середню Терсу, праву притоку Нижньої Терси.

## Цікаві факти
- У XX столітті на балці існували: 1 скотний двір, 1 газголдер та 1 газова свердловина[1].